# آق‌سو-آیولی
آق‌سو-آیولی (قزاقی: Ақсу-Аюлы) یک شهرک در استان قراغندی کشور قزاقستان است.